# Hendrick van Buyten
Hendrick van Buyten (1632 – juli 1701) var bager i Delft. Han er kendt for sin forbindelse med maleren Johannes Vermeer. Da diplomaten Balthasar de Monconys besøgte ham i august 1663 ejede han et maleri af Vermeer. Van Buyten fortalte Monconys, at han havde betalt 600 gylden for det. Moncony mente, det var en høj pris, og at det kun var 60 gylden værd. En gylden var en god dagsløn.
Vermeers hustru, Catharina Bolnes, erkendte i januar 1676 halvanden måned efter mandens død at hun havde solgt to af hans malerier til van Buyten. Catharina angav, at hun havde modtaget 617 gylden for dem, penge som hun skyldte for brød. Han ville returnere malerierne ”en person der spiller på cister” og et ”forestillende to personer, af hvilke den ene sidder ned for at skrive et brev”, hvis hun betalte gælden. Catharina havde flere gange opfordret ham til det. Hun betalte hovedparten af gælden tilbage i løbet af tolv år, ved afdrag på halvtreds gylden om året. Van Buyten må have leveret meget brød for at regningen kunne blive på mere end 726 gylden.
Van Buyten var gift med Machtelt van Asson og i 1683 med Adriana Waelpot.